# Дымово (Калязинский район)
Дымово — деревня в Калязинском районе Тверской области, входит в состав Алфёровского сельского поселения.

## География
Деревня находится в 4 км на запад от райцентра города Калязина. 

## История
В конце XIX — начале XX века деревня входила в состав Степановской волости Калязинского уезда Тверской губернии. В 1888 году в деревне было 46 дворов, овчинное заведение (осн. в 1890), промыслы отхожие: камнебойный, штукатурный, портновский. 
С 1929 года деревня являлась центром Дымовского сельсовета Калязинского района Кимрского округа Московской области, с 1935 года — в составе Калининской области, с 1994 года — центр Дымовского сельского округа, с 2005 года — в составе Алфёровского сельского поселения.
До 2010 года в деревне работала Дымовская начальная общеобразовательная школа.

## Население
| 1859 | 1888 | 1997 | 2002 | 2010 |
| ---- | ---- | ---- | ---- | ---- |
| 261  | ↗274 | ↘158 | ↗183 | ↘170 |

## Инфраструктура
В деревне имеются дом культуры, фельдщерско-акушерский пункт, отделение почтовой связи.